# Robert von Ritter
Robert von Ritter (* 11. Juni 1862 in St. Petersburg; † 29. August 1945 in Unterpfaffenhofen) war ein deutscher Kunsthistoriker, Kunstsammler und Kunstförderer.

## Leben
Robert von Ritter besuchte das Gymnasium der „Deutschen Hauptschule St. Petri“ in St. Petersburg. Im Anschluss daran studierte er in Dorpat, Berlin und München. Am 17. Mai 1888 wurde er in München in Kunstgeschichte promoviert und war zumindest noch im Sommersemester 1893 als Student der Philosophie (Kunstgeschichte) an der Ludwig-Maximilians-Universität München eingeschrieben.
Ab dem 22. November 1893 war Robert von Ritter in München ansässig (Christophstraße 7a/2, Pension Dümlein), wo auch seine verwitwete Mutter in der Zwischenzeit wohnte (Giselastraße 2). 1896 zog er zu seiner Mutter. Im April 1898 kam ein Umzug in das Anwesen in der Georgenstraße 13, welches im Mai 1898 in das Eigentum Ritters überging. Bis zur Zerstörung im Zweiten Weltkrieg blieb er mit seiner späteren Frau dort wohnen. In behördlichen Unterlagen der Kaiserzeit wird Ritter stets als Rentier geführt.

### Mäzen und Sammler
Robert von Ritter engagierte sich verstärkt im Kunst- und Kulturbereich der Stadt München. So war er „[langjähriges] Mitglied der Ankaufskommission“ des Bayerischen Vereins der Kunstfreunde (Museumsverein). Des Weiteren war er Mitglied bei der Vereinigung der Freunde der Staatlichen Graphischen Sammlung München e.V., deren Mitgliederliste „sich wie ein Who’s Who der Münchner Gesellschaft in der Zeit zwischen den Weltkriegen [liest]“. Neben Ritter waren unter anderem Günther Franke, Hugo Helbing, Siegfried Lämmle, Edgar Hanfstaengl, Friedrich Oldenbourg, Reinhard Piper, Adolf Schinnerer und Emil Preetorius Mitglieder in der Vereinigung (dem so genannten 'Freundeskreis').
Weiterhin betätigte sich Robert von Ritter als Kunstsammler. In seiner Sammlung befanden sich unter anderem Werke von Julius Schnorr von Carolsfeld, Joseph Anton Koch, Ernst Kreidolf, Charles Lacoste, Moritz von Schwind. Teile seiner Sammlung verschenkte er bereits zu Lebzeiten an öffentliche Institutionen.

### Familie
Robert von Ritter ist der Sohn von Robert von Ritter und dessen Ehefrau Emilie (geb. Gendt). Der Vater war in St. Petersburg kaiserlich-russischer Oberst. Robert von Ritter heiratete am 22. Juni 1904 Amalie Auguste Meta von Klipstein (* 9. August 1868 in Mönchshof; † 5. Oktober 1955 in München), Tochter von Leopold Engel Karl von Klipstein (* 6. Oktober 1831 in Neckarsteinach; † 17. Juli 1904 in Gießen) und Maria Johanna Josephine von Grolmann (* 17. November 1845 in Darmstadt; † 29. März 1906 in München).